# Gratangen
Gratangen este o comună din provincia Troms, Norvegia.